# 만복대
만복대(萬福臺)는 대한민국 전북특별자치도의 남원시 주천면과 전라남도 구례군 산동면에 걸쳐 있는 백두대간의 산이다.
소백산맥을 형성하는 지리산 국립공원의 일부이다. 풍수지리에서 福이 많은 곳이라 하여 만복대로 이름지어졌다.